# ألفارو بيريز موراليس
ألفارو بيريز موراليس هو مسؤول كوبي، ولد في 26 نوفمبر 1948.